# Новомихайловка (Кировский район)
Новомиха́йловка (укр. Новомихайлівка, крымскотат. Novomihaylovka, Новомихайловка) — исчезнувшее село в Кировском районе Республики Крым, включённое в состав Владиславовки. Сейчас — район села к северу от железной дороги.

## История
Впервые в доступных источниках поселение встречается в «…Памятной книжке Таврической губернии на 1892 год», согласно которой в Ново-Михайловке Владиславской волости Феодосийского уезда, входившей в Владиславское сельское общество, числился 51 житель в 9 домохозяйствах. На верстовой карте Крыма 1896 года в селении обозначен 21 двор с русским населением. По «…Памятной книжке Таврической губернии на 1902 год» в деревне Ново-Михайловка числилось 103 жителя в 13 домохозяйствах. По Статистическому справочнику Таврической губернии. Ч.II-я. Статистический очерк, выпуск пятый Феодосийский уезд, 1915 год, в деревне Ново-Михайловка Владиславской волости Феодосийского уезда числилось 23 двора (все дворы с землёй) с русским населением в количестве 175 человек приписных жителей и 7 — «посторонних», из которых 98 мужчин и 84 женщины. Жители владели 1499 десятинами удобной земли. В хозяйствах имелось 133 лошади, 120 волов и 81 корова.
После установления в Крыму Советской власти, по постановлению Крымревкома от 8 января 1921 года была упразднена волостная система и село было определено центром вновь созданного Владиславовского района Феодосийского уезда, а в 1922 году уезды получили название округов. 11 октября 1923 года, согласно постановлению ВЦИК, в административное деление Крымской АССР были внесены изменения, в результате которых округа ликвидировались и Владиславовский район стал самостоятельной административной единицей. Декретом ВЦИК от 4 сентября 1924 года «Об упразднении некоторых районов Автономной Крымской С. С. Р.» Владиславовский район в октябре 1924 года был преобразован в Феодосийский и село включили в его состав. Согласно Списку населённых пунктов Крымской АССР по Всесоюзной переписи 17 декабря 1926 года, в селе Ново-Михайловка, Владиславского сельсовета Феодосийского района, числился 71 двор, из них 69 крестьянских, население составляло 304 человека, из них 301 русский и 3 украинца. Постановлением ВЦИК «О реорганизации сети районов Крымской АССР» от 30 октября 1930 года из Феодосийского района был выделен (воссоздан) Старо-Крымский район (по другим сведениям 15 сентября 1931 года) и село включили в его состав, а, с образованием в 1935 году Кировского — в состав нового района.
После освобождения Крыма от фашистов, 12 августа 1944 года было принято постановление № ГОКО-6372с «О переселении колхозников в районы Крыма» и в сентябре того же года в село приехали первые переселенцы, 428 семей, из Тамбовской области, а в начале 1950-х годов последовала вторая волна переселенцев. С 1954 года местами наиболее массового набора населения стали различные области Украины. С 25 июня 1946 года Владиславовка в составе Крымской области РСФСР, а 26 апреля 1954 года Крымская область была передана из состава РСФСР в состав УССР.
К 1960 году, поскольку в «Справочнике административно-территориального деления Крымской области на 15 июня 1960 года» селение уже не значилось, Новомихайловку присоединили к Владиславовке (согласно справочнику «Крымская область. Административно-территориальное деление на 1 января 1968 года» — в период с 1954 по 1968 годы).

### Динамика численности населения
- 1892 год — 51 чел.[5]
- 1902 год — 103 чел.[7]
- 1915 год — 175/7 чел.[8][23]
- 1926 год — 304 чел.[15]